# Frans Mostaert
Frans Mostaert, né à Hulst le 27 juin 1528 et mort à Anvers en 1560, est un peintre flamand. 

## Biographie
Frans Mostaert est le fils ou un neveu ou petit-neveu du peintre Jan Mostaert et le frère jumeau de Gillis Mostaert, peintre lui aussi. Après l'initiation des jumeaux par leur père (ou oncle ou grand-oncle), Frans a étudié avec Herri met de Bles et son frère Gillis avec Jan Mandyn. Les jumeaux ont été tous deux admis à la guilde de saint-Luc d'Anvers en 1554. 
Frans s'est plus particulièrement spécialisé dans la peinture de paysages. Il meurt prématurément de la lèpre en 1560.